# Alpaida tabula
Alpaida tabula is een spinnensoort uit de familie wielwebspinnen die vooral voorkomt in de Amazone.
De spin is zwart met oranje, zwart en geel gebandeerde poten. Het achterlijf is mosgroen gemarmerd.